# Гончаров, Михаил Петрович
Михаил Петрович Гончаров (род. 4 мая 1970, Москва) — российский предприниматель, основатель сети быстрого питания «Теремок».

## Биография
Окончил факультет вычислительной математики и кибернетики (1990). В перестроечные студенческие годы подрабатывал на овощебазах, на хладокомбинате, в студенческом кооперативе по мытью окон. Организовал поиск заказов на мытьё окон за процент от стоимости работ.
На четвёртом курсе занялся оптовой торговлей аудио-видео техникой и её поставкой в крупные московские универмаги. Открыл свою компанию по продаже техники, расширив её ассортимент. Коммерческий директор ООО «Темпинвест» (1991—1995) и генеральный директор ООО «Эластика» (1995—1998). Фирмы прекратили существование в кризис 1998 года.
На средства, оставшиеся после сворачивания бизнеса, создал компанию «Теремок — Русские блины» (1998). Идея нового бизнеса возникла у Гончарова по аналогии с блинными киосками в Париже и в силу понимания отсутствия конкуренции на этом рынке в России. В длительной поездке во Францию, посвящённой изучению бизнеса, узнал в местных киосках и ресторанах рецепты и способы приготовления блинов, состав теста и добавляемых начинок. Отказался от франшизы марки Crêpes de France на Россию, построив собственную схему бизнеса.
После того, как письмо Гончарова с бизнес-планом компании попало к Юрию Лужкову, в 1998 году на Масленицу жители и гости Москвы смогли попробовать продукцию «Теремка» в двух передвижных киосках.
Идея оказалась востребованной, и в 2003 году фирма Гончарова вышла на новый уровень — начала работу в фуд-кортах торговых центров.
В 2011 году по версии CNN «Теремок» попал в ТОР-8 лучших компаний быстрого питания. К середине 2017 года в ресторанной сети, созданной Гончаровым, действовали 300 точек в России и две в Нью-Йорке с годовым оборотом более 8 миллиардов рублей.
Последние несколько лет[какие?] в компании отмечается падение продаж и усиление конкуренции, что заставляет сеть сокращать издержки, закрывая маловостребованные точки. В 2017 году Гончаров выразил обеспокоенность сложившейся ситуацией.
В феврале 2019 года Михаил Гончаров открыл в гастромаркете «Депо» заведение нового формата «Припёк».